# Psathyrotinae
 Psathyrotinae  B.G. Baldwin, 2000 è una sottotribù di piante angiosperme dicotiledoni della famiglia delle Asteraceae (sottofamiglia Asteroideae e tribù Helenieae).

## Etimologia
Il nome scientifico della sottotribù deriva dal suo genere più importante (Psathyrotes) la cui etimologia deriva da una parola greca ” psathurotes“ ( = fragile, sciolto) e si riferisce ai sottili fusti delle specie di questo genere.
La sottotribù è stata definita dal botanico Bruce Gregg Baldwin (1957 - ) nella pubblicazione ” Systematic Botany; Quarterly Journal of the American Society of Plant Taxonomists. - 25(3): 535. “ del 2000.

## Descrizione

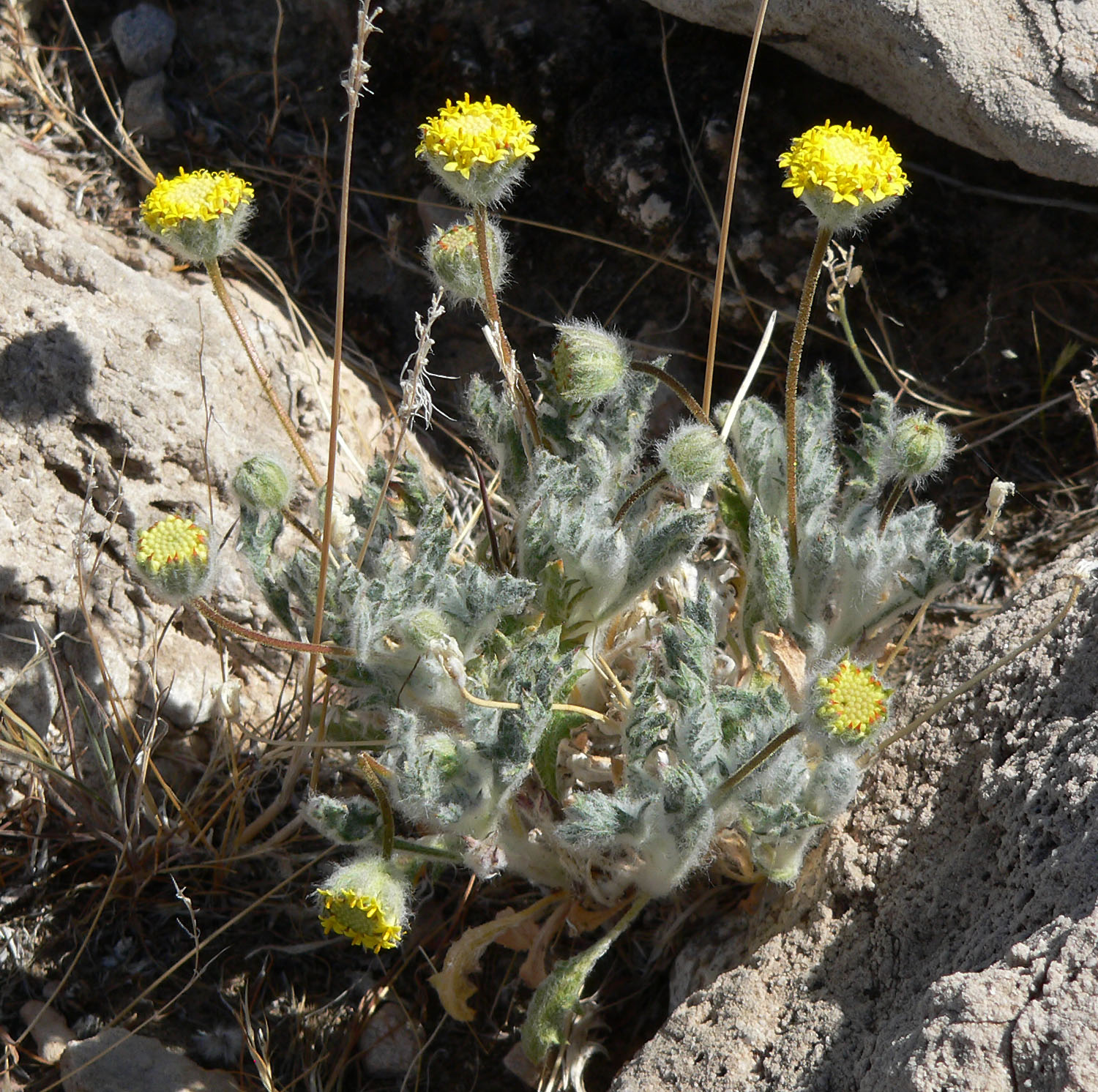
Il portamento
Trichoptilium incisum

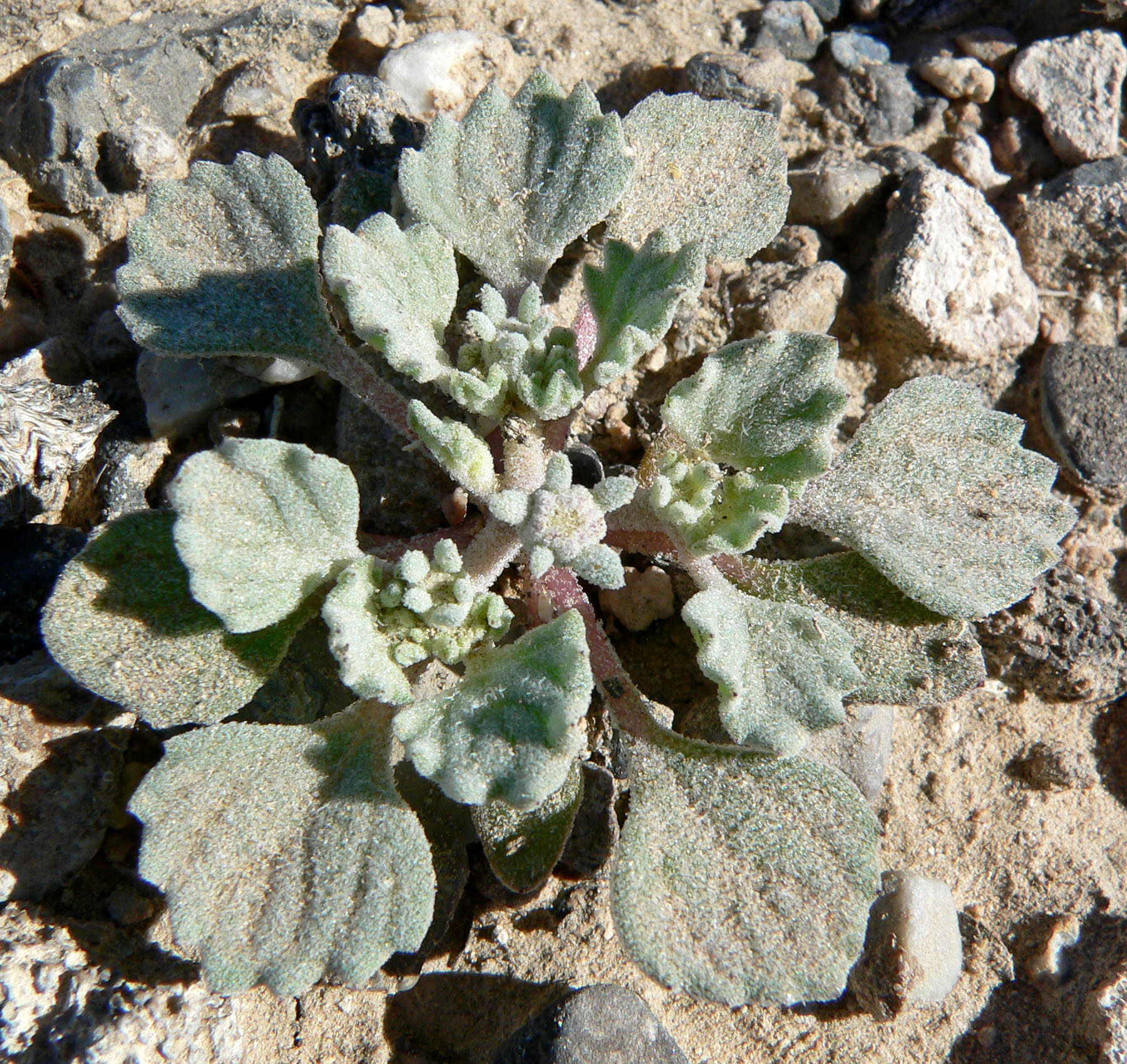
Le foglie
Psathyrotes annua

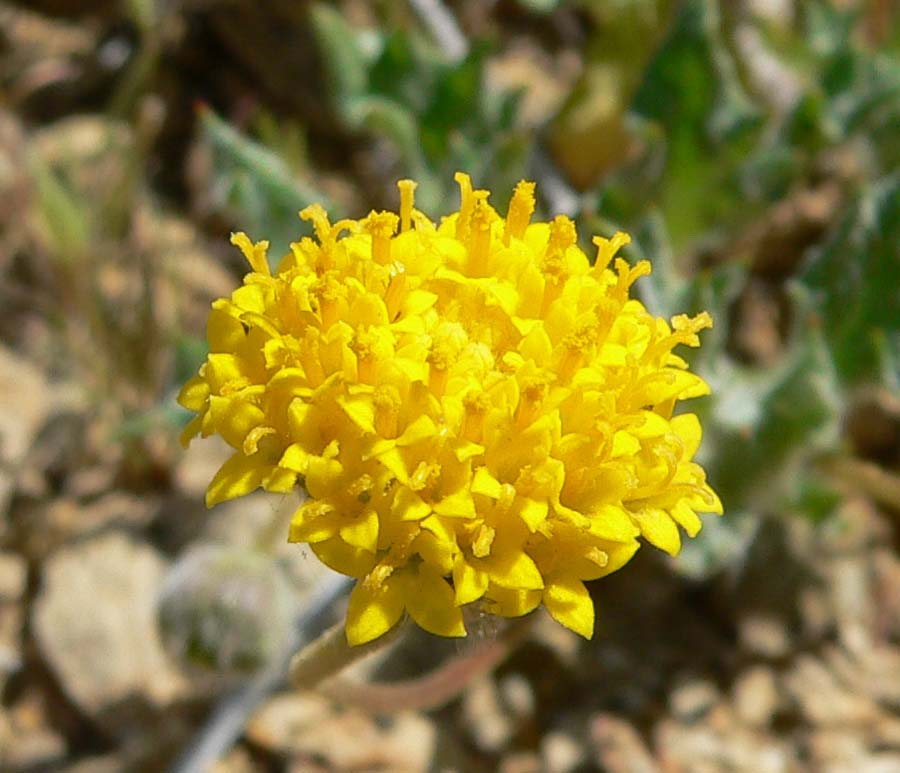
I fiori
Trichoptilium incisum

Portamento. Le specie di questa sottotribù sono delle erbe (raramente arbusti) a ciclo biologico annuale o perenne. Sono inoltre piante senza lattice.
Fusto. I fusti in genere sono eretti, ascendenti e abbondantemente ramificati. L'altezza varia da pochi centimetri fino 40 cm.
Foglie.  Le foglie possono essere sia basali che cauline e sono picciolate. Le foglie cauline sono disposte sia in modo alternato che in modo opposto. La lamina può essere arrotondata-deltata, reniforme, arrotondata-rombica o sub-orbicolare (Psathyrotes), oppure oblanceolata, spatolata o ovale (Trichoptilium). I margini sono interi o dentati (anche grossolanamente). La superficie è lanosa o tomentosa o cosparsa da ghiandole punteggiate.
Infiorescenza. Le sinflorescenze sono formate da due rami fioriferi opposti e uno centrale più breve (infiorescenza bipara o dicasio); il capolino si trova in cima al ramo centrale. Le infiorescenze vere e proprie sono composte da un capolino di tipo discoide. I capolini sono formati da un involucro, con forme da cilindriche a campanulate (o globose), composto da diverse brattee, al cui interno un ricettacolo fa da base ai fiori di due tipi: fiori del raggio (qui assenti) e fiori del disco. Le brattee possono essere sia persistenti che decidue; sono da 8 a 2 disposte su due serie; la forma è da lineare a lanceolata, ma anche obovata o spatolata. Il ricettacolo varia da piatto a convesso (ma anche conico in Trichoptilium) e privo di pagliette a protezione della base dei fiori. Diametro dell'involucro: 3 – 12 mm.
Fiori.  I fiori sono tetra-ciclici (formati cioè da 4 verticilli: calice – corolla – androceo – gineceo) e pentameri (calice e corolla formati da 5 elementi). Si distinguono in:
- fiori del raggio (esterni): sono mancanti;
- fiori del disco (centrali): sono numerosi (fino a 100 in Trichoptilium) con forme brevemente tubulose (attinomorfe); sono ermafroditi.

- Formula fiorale:

*/x K {\displaystyle \infty }, [C (5), A (5)], G 2 (infero), achenio 
- Calice: i sepali del calice sono ridotti ad una coroncina di squame.

- Corolla: (solo fiori del disco) il colore della corolla è giallo con il tubo molto più breve della gola (cilindrica quest'ultima). I lobi in tutto sono 5, eretti e a forma deltata o ovata; in alcuni casi i fiori alla periferia del disco si presentano con due lobi più espansi (forma zigomorfa).

- Androceo: l'androceo è formato da 5 stami sorretti da filamenti generalmente liberi; gli stami sono connati e formano un manicotto circondante lo stilo; le teche, produttrici del polline, alla base sono troncate e sono lievemente auricolate; molto raramente sono speronate o hanno una coda. Le appendici delle antere variano da strettamente ovate a rotonde o fortemente carenate; le cellule delle appendici sono per lo più sclerificate. Il tessuto endoteciale, rivestimento interno dell'antera, è quasi sempre polarizzato con due superfici distinte: una verso l'esterno e una verso l'interno. Il polline è sferico con un diametro medio di circa 25 micron;  è tricolporato con tre aperture sia di tipo a fessura che tipo isodiametrica o poro ed è echinato con punte sporgenti e divergenti.

- Gineceo: l'ovario è infero uniloculare formato da 2 carpelli. Lo stilo, il recettore del polline, è profondamente bifido con due stigmi divergenti e con le linee stigmatiche marginali separate e parallele. I due bracci dello stilo hanno una forma da lanceolata a deltoide e possono essere papillosi o ricoperti da ciuffi di peli.

Frutti. I frutti sono degli acheni con pappo. L'achenio ha una forma variabile da cilindrico-fusiforme a obpiramidale con superficie glabra o pelosa. Il pappo è composto da diverse setole libere o connate. Le setole possono essere da 35 a 150 disposte su 1 – 4 serie. Nel caso di setole connate, queste sono raccolte alla base in 5 scaglie (Trichoptilium).

## Biologia
Impollinazione: l'impollinazione avviene tramite insetti (impollinazione entomogama tramite farfalle diurne e notturne).

Riproduzione: la fecondazione avviene fondamentalmente tramite l'impollinazione dei fiori (vedi sopra).

Dispersione: i semi (gli acheni) cadendo a terra sono successivamente dispersi soprattutto da insetti tipo formiche (disseminazione mirmecoria). In questo tipo di piante avviene anche un altro tipo di dispersione: zoocoria. Infatti gli uncini delle brattee dell'involucro (se presenti) si agganciano ai peli degli animali di passaggio disperdendo così anche su lunghe distanze i semi della pianta. Inoltre per merito del pappo (se presente) il vento può trasportare i semi anche a distanza di alcuni chilometri (disseminazione anemocora).

## Distribuzione e habitat
La distribuzione di questa sottotribù è relativa unicamente alle zone tra il Messico e gli USA e frequentano in prevalenza gli ambienti desertici del Nord America occidentale.

## Sistematica
La famiglia di appartenenza di questa voce (Asteraceae o Compositae, nomen conservandum) probabilmente originaria del Sud America, è la più numerosa del mondo vegetale, comprende oltre 23.000 specie distribuite su 1.535 generi, oppure 22.750 specie e 1.530 generi secondo altre fonti (una delle checklist più aggiornata elenca fino a 1.679 generi). La famiglia attualmente (2021) è divisa in 16 sottofamiglie; la sottofamiglia Asteroideae è una di queste e rappresenta l'evoluzione più recente di tutta la famiglia.

### Filogenesi
La tribù di questa voce (Helenieae) è una delle 21 tribù della sottofamiglia Asteroideae). Da un punto di vista filogenetico, Helenieae, all'interno della sottofamiglia, fa parte del gruppo "Helianthodae" (o anche “Heliantheae Alliance”).
Questo gruppo si distingue soprattutto per le brattee involucrali disposte su 1 – 3 serie, per le teche delle antere che sono spesso annerite e senza speroni e code, per la presenza di peli sotto la divisione dello stilo, per i rami dello stilo (gli stigmi) s'incurvano a maturità e per le appendici dello stilo che sono solitamente più corte della porzione stigmatica (tranne in Eupatoriaea).
Nell'ambito della tribù le Psathyrotinae occupano, da un punto di vista evolutivo, una posizione abbastanza centrale.
La tassonomia della sottotribù è stata costruita in base alle analisi filogenetiche di alcune sequenze del DNA ribosomiale nucleare delle sue specie. Da queste ricerche risulta che il genere Pelucha è “gruppo fratello” di un clade monofiletico formato dagli altri due generi (Psathyrotes e Trichoptilium). Questa struttura viene confermata anche dalle caratteristiche morfologiche comuni alle specie dei tre generi. 
Il cladogramma tratto dallo studio citato visualizza i rapporti cladistici fra i tre generi.
|  | Pelucha                                                       |
|  |                                                               |
|  | \| \| Psathyrotes \| \| \| \| \| \| Trichoptilium \| \| \| \| |
|  |                                                               |
|  | Psathyrotes                                                   |
|  |                                                               |
|  | Trichoptilium                                                 |
|  |                                                               |

|  | Psathyrotes   |
|  |               |
|  | Trichoptilium |
|  |               |

I caratteri distintivi delle specie di questa sottotribù sono:
- il pappo è formato da setole qualche volta connate alla base.

Il numero cromosomico delle specie del gruppo è: 2n = 38 (Pelucha); 2n = 34 (Psathyrotes); 2n = 26 (Trichoptilium).
Un recente studio sulle specie della tribù Helenieae propone di descrivere i generi Pelucha, Psathyrotes e Trichoptilium all'interno della sottotribù Marshalliinae H. Rob., 1978; diventando così Psathyrotinae sinonimo di Marshalliinae.

### Composizione della sottotribù
La sottotribù Psathyrotinae comprende 3 generi e 5 specie.
| Genere                     | N. specie                                      | Distribuzione                                                         | Caratteri più significativi | Fiori |
| -------------------------- | ---------------------------------------------- | --------------------------------------------------------------------- | --- | ----- |
| Pelucha S.Watson, 1889     | Una specie: Pelucha trifida S.Watson, 1889     | Messico nord-ovest, è endemica delle isole del Golfo della California | Le foglie hanno delle lamine trilobate con lobi lineari. - I capolini sono raccolti in cime corimbose. - Gli apici dei bracci dello stilo sono affusolati e provvisti di papille sulla faccia abassiale che si estendono fino a metà braccio verso l'apice. |       |
| Psathyrotes A.Gray, 1853   | 3                                              | Messico nord-occidentale e Stati Uniti occidentali                    | Le foglie hanno delle lamine deltate, ovate o rombiche, variamente lobate (ma non trilobate). - I capolini sono solitari e si trovano al centro di ramificazioni dicotome. - Il pappo è formato da setole libere.                                           |       |
| Trichoptilium A.Gray, 1859 | Una specie: Trichoptilium incisum A.Gray, 1859 | Arizona, California, Messico del nord-ovest e Nevada                  | Le foglie hanno delle lamine deltate, ovate o rombiche, variamente lobate (ma non trilobate). - I capolini sono solitari e si trovano al centro di ramificazioni dicotome. - Il pappo è formato da setole fuse alla base in 5 distinte scaglie.             |       |

### Chiave per i generi
Per comprendere meglio ed individuare i vari generi della sottotribù l'elenco seguente utilizza il sistema delle chiavi analitiche:
- 1A: le foglie hanno delle lamine lineari trilobate; i capolini sono raccolti in cime corimbose; gli apici dei bracci dello stilo sono affusolati e provvisti di papille sulla faccia abassiale che si estendono fino a metà braccio verso l'apice; questa specie è endemica delle isole del Golfo della California;

genere Pelucha.
- 2A: : le foglie hanno delle lamine deltate, ovate o rombiche, variamente lobate (ma non trilobate); i capolini sono solitari e si trovano al centro di ramificazioni dicotome; gli apici dei bracci dello stilo sono da ottusi ad arrotondati e provvisti di papille sulla faccia abassiale e limitate fino all'apice; queste specie hanno un ciclo biologico annuale e si trovano nel Messico continentale e negli USA;

- 2A: il pappo è formato da setole libere;

genere Psathyrotes.
- 2B: il pappo è formato da setole fuse alla base in 5 distinte scaglie;

genere Trichoptilium.